# Jacint Borràs
Jacint Borràs i Manuel (Barcelona, 20 de julio de 1933 - Hospitalet de Llobregat, 11 de septiembre de 2017) fue un empresario, político y dirigente deportivo español. Formó parte de la asamblea fundadora de Convergencia Democrática de Cataluña y ejerció de presidente durante la fase de hibernación, después de la fundación del Partido Demócrata en 2016.
Formó parte de la directiva del FC Barcelona en dos etapas, durante los años setenta con Agustí Montal y de nuevo en 2007 con Joan Laporta, donde fue presidente del Barça Atlètic. También fue concejal del ayuntamiento de Hospitalet de Llobregat y dirigente territorial de CDC en este municipio. Era padre de la también política Meritxell Borràs.
En el año 2010, como integrante de la última junta Laporta, sufrió las consecuencias de la acción social de responsabilidad impulsada por la junta ganadora de las elecciones de 2010, presidida por Sandro Rosell, en la que se reclamaban más de 47 millones de euros a la junta saliente. En octubre de 2014, la justicia desestimó la demanda. El recurso de apelación presentado por el FC Barcelona fue desestimado definitivamente en mayo de 2017.
Como miembro de la junta presidida por Agustí Montal, impulsó la introducción del catalán en el Camp Nou. En septiembre de 1972, durante el transcurso de un partido entre el Barça y el Depor se oyó por primera vez un mensaje en catalán por la megafonía del estadio: "Se ha perdido un niño en el estadio. Se encuentra en la puerta principal de tribuna". Ningún niño se perdió ese día en el Camp Nou. Todo era una estrategia del club para que en el estadio se pudiera oír la lengua catalana por sus altavoces. Esto duró hasta que el ministro de la gobernación, Tomás Garicano, lo prohibió. Hasta agosto de 1975 no se volvió a escuchar el catalán en la megafonía del estadio.
Como opositor a la política deportiva del presidente José Luis Núñez, creó, confeccionó y colgó en el estadio, con la colaboración de Jaume Rosell, dos pancartas que han pasado a la historia del FC Barcelona: Maria Lluïsa, porta'l al cine y Maria Lluïsa, deixa'l plegar. Mensajes dirigidos a la esposa del presidente Núñez.
En 1975, Jacint Borràs logró que entraran banderas en el Camp Nou por primera vez desde la guerra civil española. Banderas confeccionadas previamente con la ayuda de toda su familia. También confeccionaron la bandera gigante que se puso enfrente del palco el primer día que el presidente Tarradellas asistió al estadio.